# Tiempos de dictadura
Tiempos de dictadura, tiempos de Marcos Pérez Jiménez es un documental venezolano del año 2012 escrito y dirigido por Carlos Oteyza y narrado por el humorista y politólogo Laureano Márquez. La película se centra en la dictadura de Marcos Pérez Jiménez.

## Sinopsis
El documental narra la historia de la época de la dictadura de Marcos Pérez Jiménez y todas las cosas que identificaron a su gobierno: desde el golpe de Estado a Rómulo Gallegos, las obras de infraestructura que desarrolló (entre ellas las torres de El Silencio, los teleféricos de Mérida y Caracas, la Ciudad Universitaria, etc.), los actos cometidos por la Seguridad Nacional en contra de los que se opusieran a su gobierno (secuestros, torturas y ejecuciones extrajudiciales), sus continuas violaciones a los derechos humanos y los fastuosos carnavales promovidos por el boom petrolero . 

## Estreno
La película se estrenó en Venezuela el 7 de septiembre del 2012, lo cual (según declaraciones del director) no tiene ninguna relación al hecho de que sea exactamente un mes antes de las elecciones presidenciales en Venezuela. Carlos Oteyza declaró que tenía como objetivo proyectar el documental el 23 de enero, aniversario del derrocamiento de Pérez Jiménez, pero no fue posible por el tiempo de producción.